# Green Isle (Minnesota)
Pour les articles homonymes, voir Green Isle.
Green Isle est une ville américaine située dans le Comté de Sibley, dans le Minnesota. Selon le recensement de 2010, sa population est de 559 habitants.